# Primmodell
In der Modelltheorie, einem Teilgebiet der mathematischen Logik, nennt man ein Modell einer Theorie Primmodell, wenn sich dieses Modell in jedes Modell dieser Theorie elementar einbetten lässt. 

## Definition
Im Folgenden ist {\displaystyle {\mathcal {T}}} eine abzählbare Theorie ohne endliche Modelle.
{\displaystyle {\mathfrak {A}}} ist ein Primmodell der Theorie {\displaystyle {\mathcal {T}}} genau dann, wenn für alle {\displaystyle {\mathfrak {B}}} mit {\displaystyle {\mathfrak {B}}\models {\mathcal {T}}} eine Abbildung {\displaystyle \Phi } existiert mit {\displaystyle \Phi :{\mathfrak {A\hookrightarrow B}}}

## Beispiele
- Der algebraische Abschluss des Primkörpers {\displaystyle \mathbb {F} _{p}} (bzw. {\displaystyle \mathbb {Q} }) ist ein Primmodell der Theorie der algebraisch abgeschlossenen Körper der Charakteristik {\displaystyle p} (bzw. 0).
- {\displaystyle \mathbb {Q} } ist ein Primmodell der dichten linearen Ordnungen ohne Extrema.

## Eigenschaften
- Aus dem Satz von Löwenheim-Skolem folgt, dass ein Primmodell abzählbar ist.
- Ist {\displaystyle {\mathcal {T}}} {\displaystyle \aleph _{0}}-kategorisch, so ist das abzählbare Modell ein Primmodell.
- Zwei Primmodelle einer Theorie sind isomorph.
- Eine Theorie hat genau dann ein Primmodell, wenn die isolierten Typen dicht liegen.

## Beispiel einer Theorie ohne Primmodell
Folgende Theorie der Sprache {\displaystyle L} besitzt kein Primmodell:
Die Sprache {\displaystyle L} enthält für jedes {\displaystyle s\in } {\displaystyle {}^{<\omega }2} ein einstelliges Prädikat {\displaystyle P_{s}}.
(Zur Notation: {\displaystyle {}^{<\omega }2} ist die Menge aller endliche Folgen, die nur aus Nullen oder Einsen bestehen.)
Die Axiome der Theorie sind ({\displaystyle s} durchläuft alle endlichen Folgen):
{\displaystyle \forall xP_{0}(x)}
{\displaystyle \exists xP_{s}(x)}
{\displaystyle \forall x((P_{s0}(x)\lor P_{s1}(x))\leftrightarrow P_{s}(x))}
{\displaystyle \forall x\neg (P_{s0}(x)\land P_{s1}(x))}
Die Theorie hat keine isolierten Typen und daher auch kein Primmodell.